# Jesse Mogg
Pour les articles homonymes, voir Mogg.

a Compétitions nationales et continentales officielles uniquement.

b Matchs officiels uniquement.
Dernière mise à jour le 26 janvier 2022.
Jesse Mogg , né le 8 juin 1989 à Brisbane (Australie), est un joueur international australien de rugby à XV jouant principalement au poste d'arrière.

## Biographie

### Carrière en club
Jesse Mogg commence sa carrière sportive en rugby à XIII avec les Brisbane Broncos, un club professionnel australien qui évolue dans la National Rugby League (NRL).
Il opte ensuite pour le rugby à XV et il rejoint en 2012 les Brumbies, équipe de la ville de Canberra pour participer au Super Rugby. Il participe parallèlement à quelques matches du championnat local (National Rugby Championship) en 2014, avec la franchise des Canberra Vikings.
Durant l'été 2015, Jesse Mogg rejoint le Montpellier Hérault Rugby. Il y retrouve Jake White, son ancien entraineur aux Brumbies de Canberra.
Mogg et le MHR s'inclinent en finale du Top14 2018 au stade de France (29-13) contre le Castres Olympique.
Il s'engage avec la Section paloise en 2018. Son aventure avec le club palois a été fortement contrarié par de nombreuses blessures,. À l'issue de la saison 2020-2021, il n'est pas conservé par le club béarnais.
En juillet 2021, il s'engage avec les Brumbies. Il met un terme sa carrière de joueur en 2023.
En 2024, il revient au Montpellier Hérault Rugby pour intégrer l'encadrement du centre de formation.

### Carrière internationale
Jesse Mogg compte 3 sélections avec l'équipe d'Australie. Jesse Mogg reçoit sa première cape à l'âge de 24 ans le 6 juillet 2013 contre les Lions britanniques. Il joue deux autres rencontres internationales au mois d'août 2013 contre la Nouvelle-Zélande.

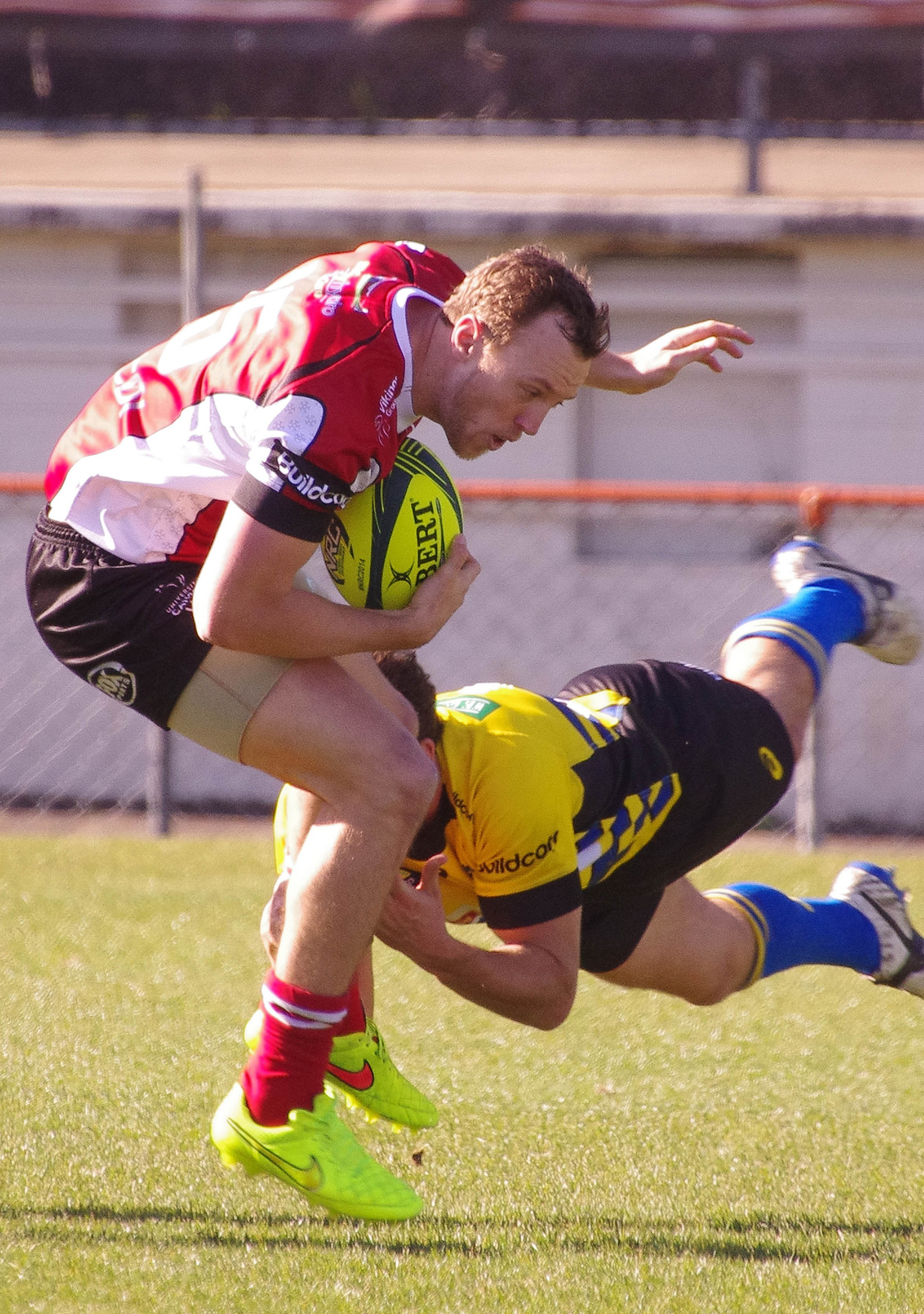
Jesse Mogg sous le maillot des Vikings (2014)

## Palmarès
- Vainqueur du Challenge européen 2016
- Finaliste du Top14 2018